# 莎尔航空

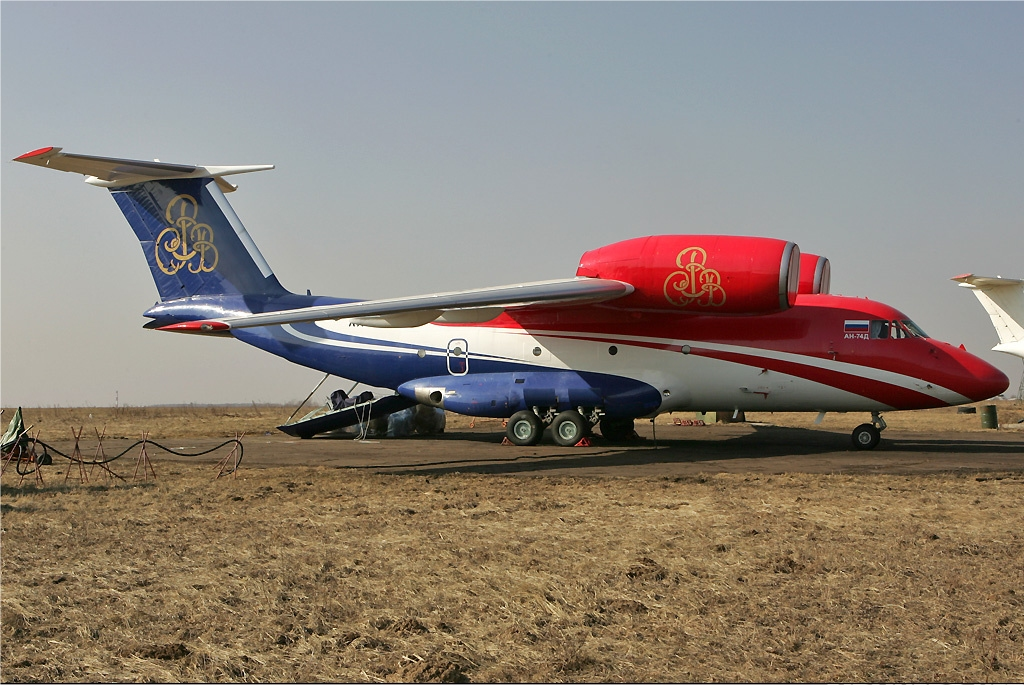
莎尔航空安-74型飞机

莎尔航空（Shar Ink，也被称作为Shar-Avia或者Ball Inc. Ltd.）是一家俄罗斯货运航空公司，总部位于莫斯科。2009年，莎尔航空宣布和当时新成立的艾菲航空建立合作伙伴关系。